# Nikolaï Iarochenko
Pour les articles homonymes, voir Iarochenko.
Nikolaï Iarochenko (en russe : Николай Александрович Ярошенко, Nikolaï Aleksandrovitch Iarochenko ; en ukrainien : Мико́ла Олекса́ндрович Яроше́нко (Mykola Oleksandrovytch Iarochenko)), né le 1er décembre 1846 (13 décembre dans le calendrier grégorien) à Poltava et mort le 26 juin 1898 (8 juillet dans le calendrier grégorien) à Kislovodsk, est un peintre russe d'origine ukrainienne.

## Biographie
Fils d'un officier ukrainien de l'armée impériale russe, Nikolaï Iarochenko nait à Poltava (aujourd'hui en Ukraine) et fait ses études au corps des cadets de Poltava, puis aux écoles des cadets Paul (Pavlovskoïe) et Michel (Mikhaïlovskoïe)  et enfin à l'académie d'artillerie Michel (Mikhaïlovskaïa) (1870), à Saint-Pétersbourg. Il prend des cours de peinture entre 1867 et 1874 à l'académie des beaux-arts de Saint-Pétersbourg où il est l'élève de Kramskoï. Il habite pendant vingt-cinq ans dans la capitale de l'empire, près de l'Arsenal et sert dans l'armée jusqu'à atteindre le grade de général d'artillerie.
Il devient, en 1876, l'un des chefs de file du mouvement des Ambulants et on le surnommait du reste « la conscience des Ambulants » pour son intégrité et son observance des principes du mouvement.
Il prend sa retraite de l'armée, en tant que major-général, en 1892 et part vivre à Kislovodsk, ville d'eau du Caucase russe où il possédait une maison.
Nikolaï Iarochenko meurt à l’âge de 51 ans en 1998 et est enterré dans le cimetière de la cathédrale Saint-Nicolas de la ville.

## Œuvre

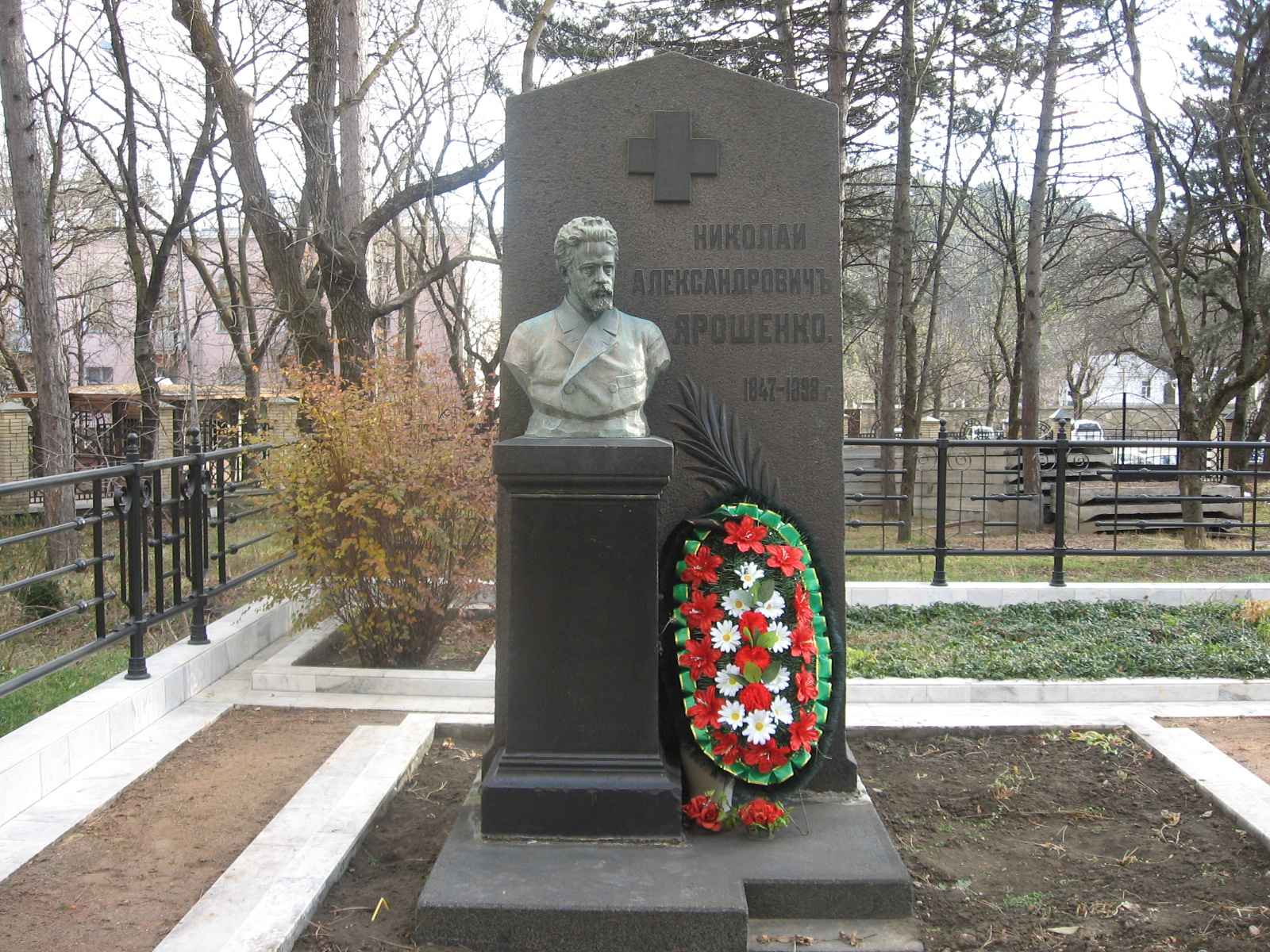
Tombe de Iarochenko au cimetière de Kislovodsk (1899, sculpteur P. Posen)

Nikolaï Iarochenko fait partie des peintres du réalisme russe de la fin du XIXe siècle. Il peint des tableaux de genre et des portraits, pouvant refléter toutes les passions de l'âme humaine.
On peut distinguer les portraits de
- Dmitri Mendeleïev
- Vladimir Soloviev
- Vladimir Spassovitch
- Gleb Ouspenski
- Alexeï Plechtcheïev
- Constantin Kaveline
- Sergueï Nikolaïevitch Ammossov

## Galerie

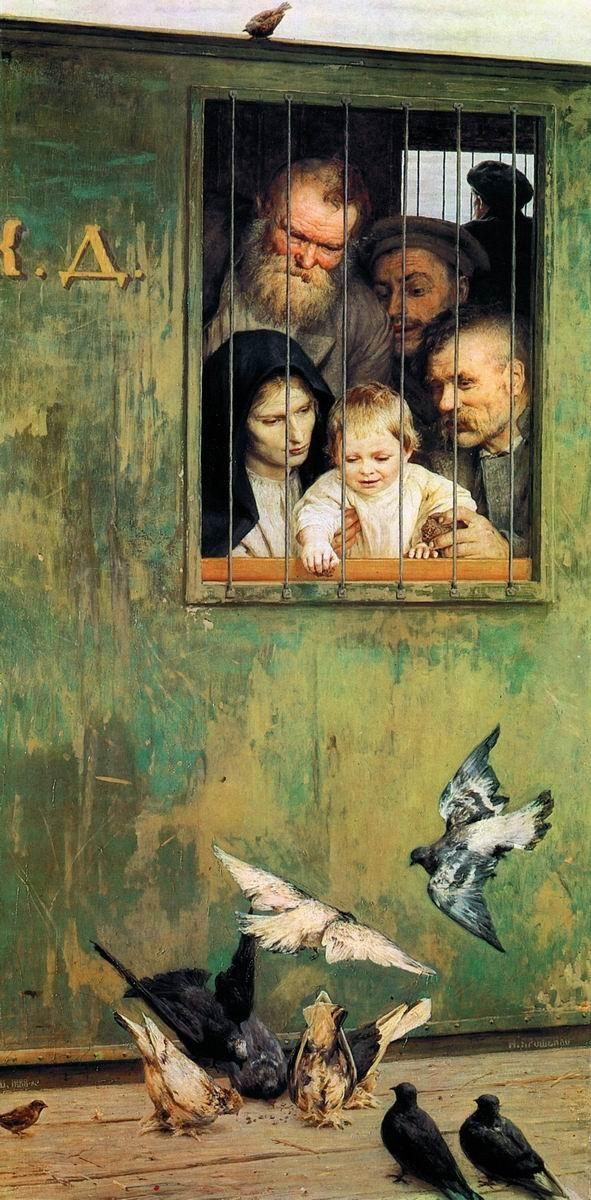
Partout la vie (1888)
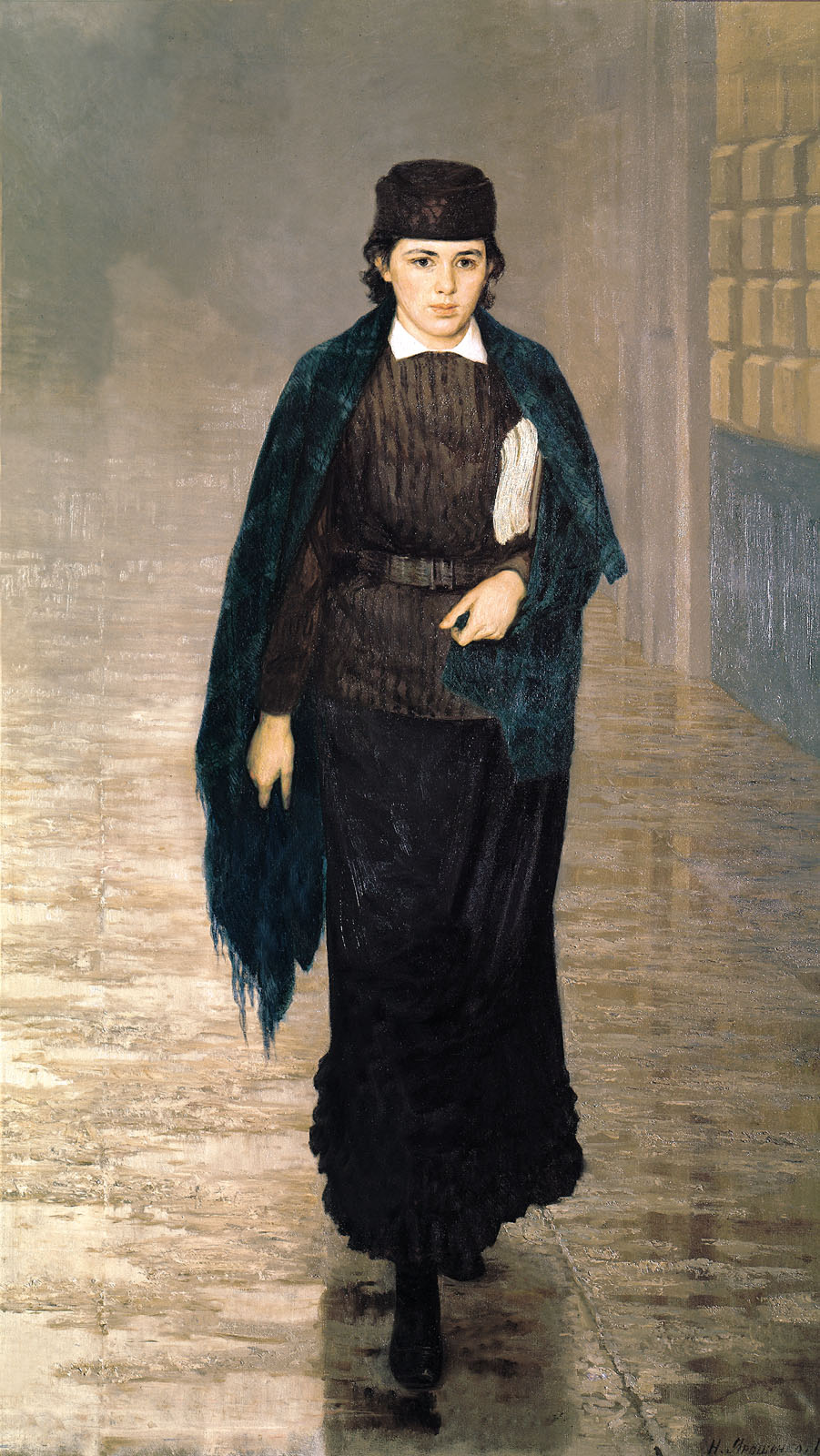
L'Étudiante (1883), Musée national de peinture de Kiev
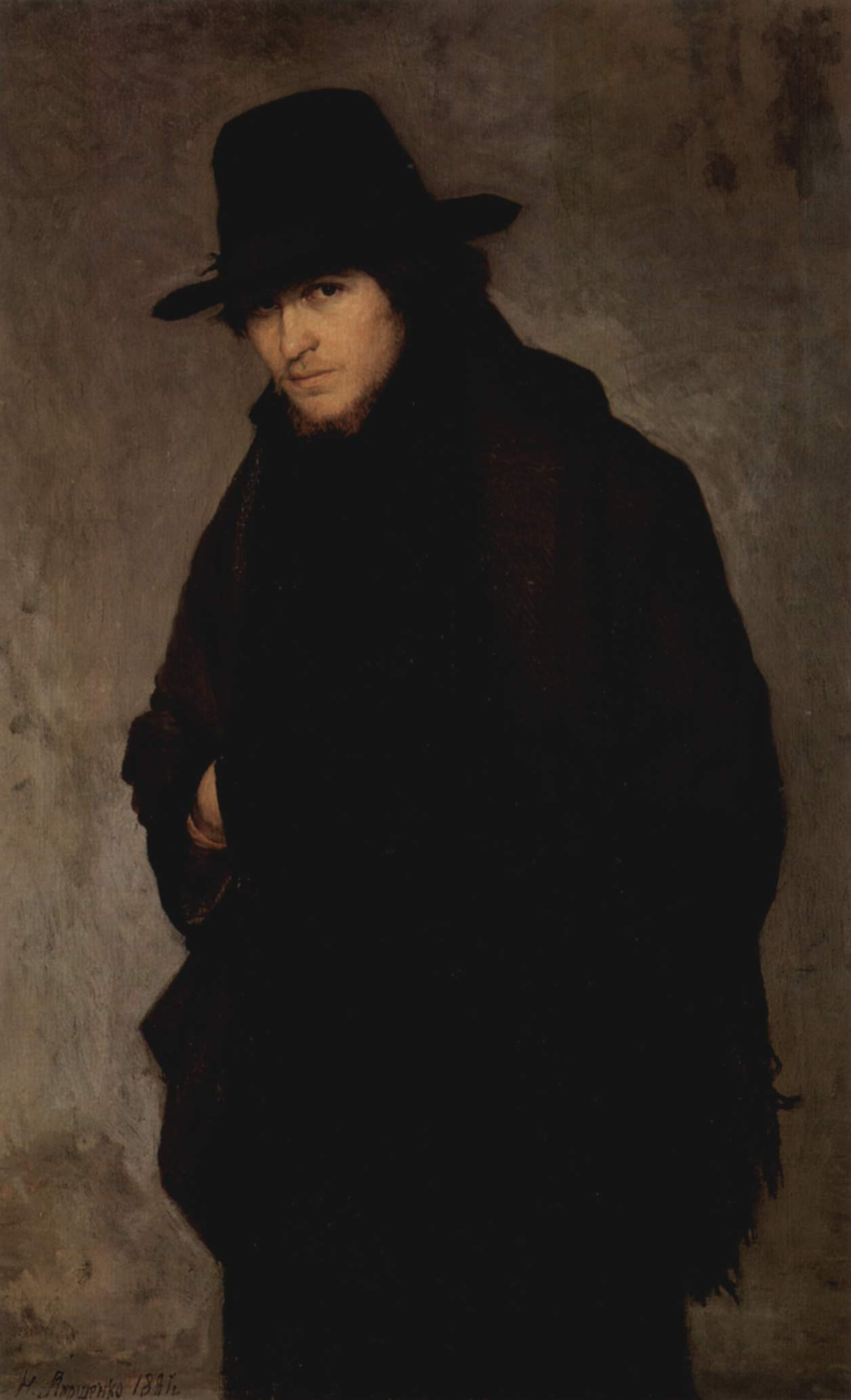
L'Étudiant Philippe Tchirko.
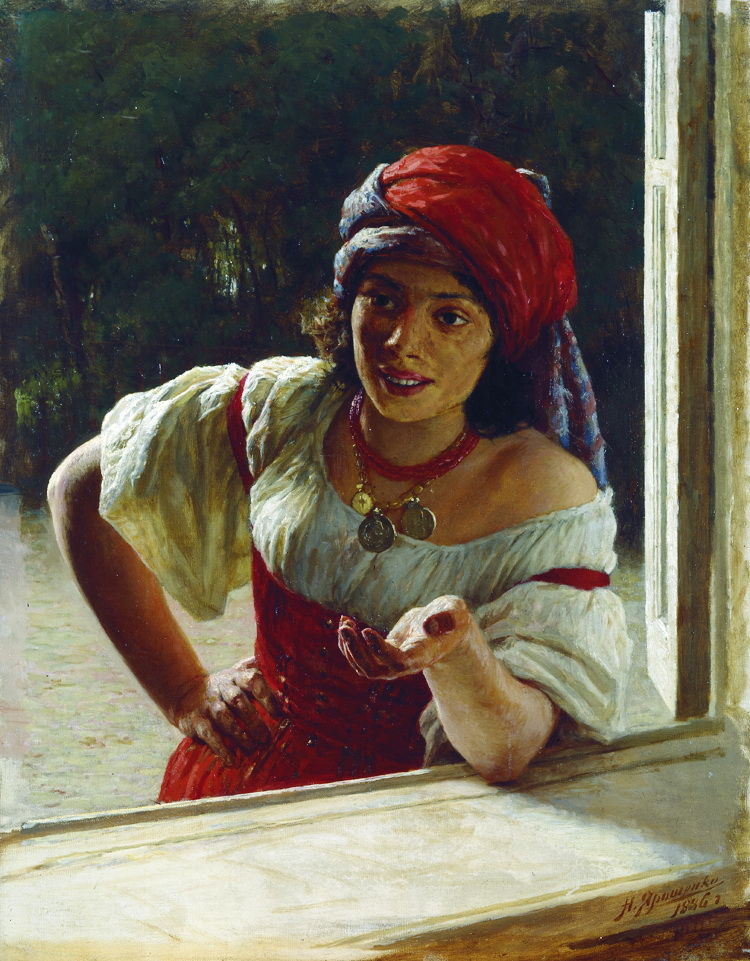
La Tzigane (1886)
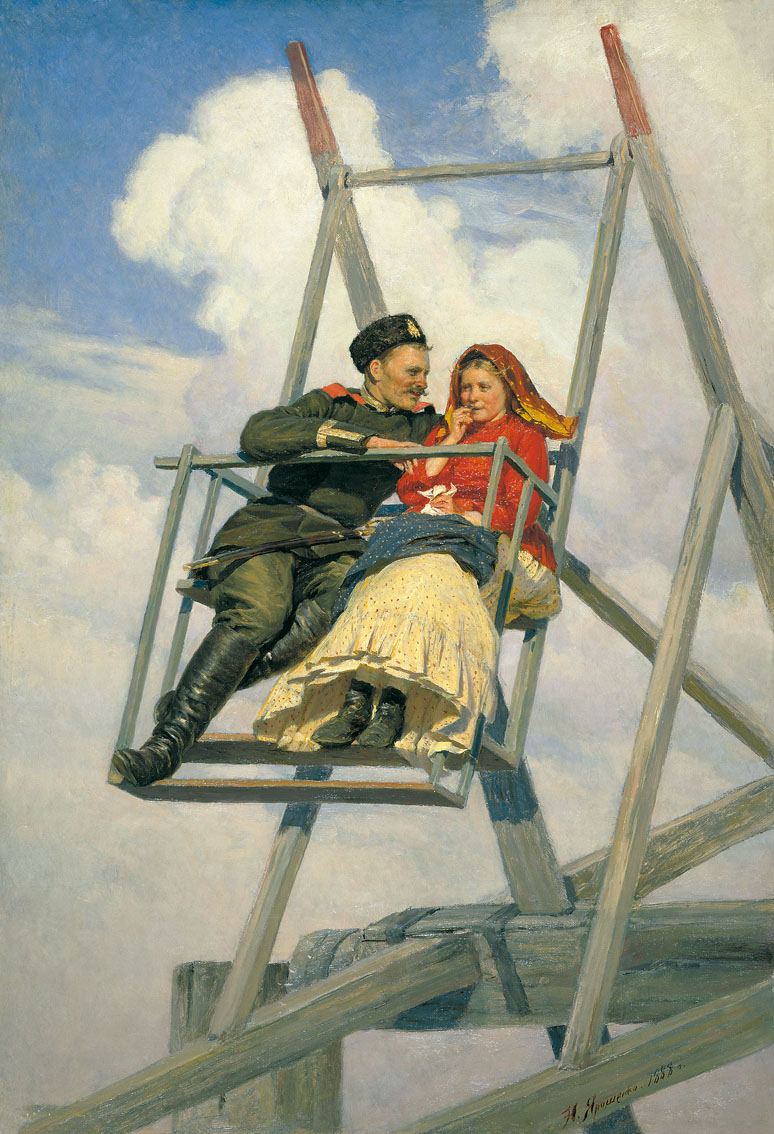
Sur la balançoire (1888)
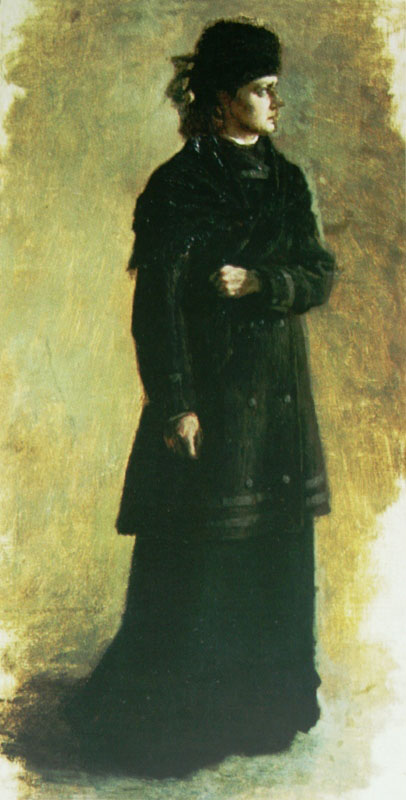
La Terroriste (1881)
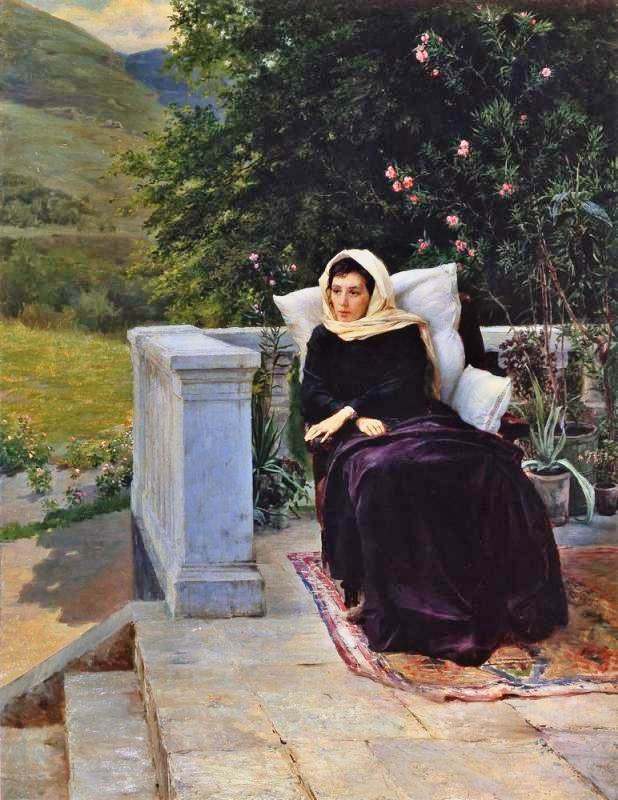
Dans des régions chaudes(1890)